# Хільдерік II
Хільдерік II (фр. Childéric II; 652 — листопад 675) — король франків, правив у 662—675 роках, з династії Меровінгів. Другий син Хлодвіга II та Батільди. Правив в Австразії. Ім'я Хільдерік у перекладі зі давньонімецької означає «сильний у битві» або «потужний воїн»

## Здобуття влади
У 656 році, після смерті Сігіберта III, його мажордом Грімоальд Старший посадив на трон Австразії свого сина Хільдеберта в обхід законного претендента на престол, малолітнього сина померлого короля Дагоберта II. Це викликало відкрите невдоволення австразійскої знаті. На чолі незадоволених стояв герцог Вульфоальд, голова ворожого сімейства Піпінідам. Без сумніву, що саме Вульфоальд видав нейстрійцям спочатку Грімоальда, а потім і Хільдеберта (662 рік). Мажордома стратили у в'язниці. Доля ж Хільдеберта III залишається невідомою. Потім Вульфоальд зі своїми прихильниками звернулися до королеви Батільди з проханням дати їм у королі свого сина Хільдеріка II.

## Відсторонення від влади Теодоріха III і Еброїна
Коли в 673 році помер король Нейстрії Хлотар III, його мажордом Еброїн нав'язав як його наступника, причому одноосібним рішенням, без будь-якої ради з аристократами, Теодоріха III, третього сина Хлодвіга II. Знать, на чолі з Леодегарієм в Бургундії і його братом, графом Паризьким, обраним у Нейстрії, звернулися до Хільдеріка II і до його мажордома Вульфоальда з проханням приборкати Еброїна, який зарвався. Хільдеріка визнали монархом у трьох королівствах, згуртувавши, таким чином, всю Франкську державу. Теодоріха III і Еброїна постригли в ченці, першого відправили в абатство Сен-Дені, а другого — в монастир Люксей у Бургундії.

## Регентство єпископа Леодегарія
Замість Еброїна його владою став користуватися Леодегарій, однак, не беручи самого звання мажордома. Відомо, що Леодегарій, його брат Герін та їхні прихильники примусили Хільдеріка II підписати три декрети. Сенс першого полягав у тому, що кожна область повинна користуватися своїми законами і звичаями; другого — вищі посадові особи — герцоги і графи, не могли переводитися з однієї області в іншу; третім указом скасовувалася посада мажордома. Слід відзначити, що скасування цієї посади просили тільки бургундці і нейстрійці; Вульфоальд ж залишився мажордомом Австразії.
Через три роки Хільдерік, який досяг на той час повноліття, почав сам царювати і управляти. Між королем і Леодегарієм виникла непримиренна сварка. Скінчилося тим, що Леодегарій був вигнаний з палацу, позбавлений свого єпископства і засланий в Люксельский монастир. Хільдерік став владарювати, напевно, самостійно. Про іншого мажордома, крім мажордома Австразії Вульфоальда, згадок немає.

## Відтворення великого Аквітанського князівства
Між тим,  герцог Тулузький Луп, франк за походженням, скористався кризою влади 673—676 років для того, щоб заволодіти містами Родез та Альбі, які завжди належали австразійцям, а потім і Ліможем, традиційно нейстрійським володінням. Таким чином, Лупу вдалося відтворити велике Аквітанське князівство, що простягалося від В'єнн до Гаронни, Новампопуланію, яке під тиском басків завершило своє перетворення в Гасконь.

## Смерть Хільдеріка
Хільдерік II і Вульфоальд були людьми, одержимими жагою влади. Усі бунтівні представники нейстрійско-бургундської знаті були ними або відсунуті убік, як Леодегарій, або засуджені швидким судом як «благородний франк» Боділон, якого Хільдерік наказав висікти різками за якусь провину. Проти короля виникла змова знаті на чолі з Боділоном. У листопаді 675 року король був убитий ображеним вельможею на полюванні, в лісі  на півночі Галлії, між Сен-Дені та Шеллем. Разом з королем загинули його вагітна дружина Біліхільда (Білікільда) і син Дагоберт. Другий син, Хільперік, був засланий до монастиря, де став відомий як монах Даніель. Вульфоальд сховався в Австразії.
Хільдерік II був похований в Сен-Жермен-де-Пре близько Парижа. Розграбовані могили Хільдерика і Біліхільди були виявлені в 1645 році.